# Hayat Bouffarrachen
Hayat Bouffarrachen (en arabe : حياة بوفراشن), est une femme politique marocaine.

## Biographie

### Parcours associatif
Psychologue de formation, elle crée en 2002 l'Organisation marocaine de l’équité familiale qui vise à l’accompagnement des familles vulnérables pour lutter contre la pauvreté, dont elle continue à être la présidente,.

### Parcours politique
Elle intègre en 2012 le bureau politique du Parti authenticité et modernité.
Hayat Bouffarrachen a été élue députée dans la liste nationale, lors des élections législatives marocaines de 2016 avec le Parti authenticité et modernité. Elle fait partie du groupe parlementaire du même parti, et siège à la Commission de l'enseignement, de la culture et de la communication.
Elle est, par ailleurs, huitième vice-président de la Chambre des représentants.